# جایزه سینمایی انتخاب منتقدان برای بهترین جلوه‌های بصری
جایزه سینمایی انتخاب منتقدان برای بهترین جلوه‌های بصری (انگلیسی: Critics' Choice Movie Award for Best Visual Effects) جایزه‌ای که توسط انجمن منتقدان پخش فیلم به فعالان بخش سینما داده می‌شود.

## لیست برنده‌ها و نامزدها

### دهه ۲۰۰۰
۲۰۰۹: آواتار (فیلم ۲۰۰۹)
- ۲۰۱۲ (فیلم)
- منطقه ۹
- استخوان‌های دوست‌داشتنی (فیلم)
- پیشتازان فضا (فیلم)

### دهه ۲۰۱۰
۲۰۱۰: تلقین (فیلم)
- آلیس در سرزمین عجایب (فیلم ۲۰۱۰)
- هری پاتر و یادگاران مرگ - قسمت اول
- ترون: میراث

۲۰۱۱: ظهور سیاره میمون‌ها
- هری پاتر و یادگاران مرگ - قسمت دوم
- هیوگو (فیلم)
- سوپر هشت
- درخت زندگی (فیلم)

۲۰۱۲: زندگی پی (فیلم)
- انتقام‌جویان (فیلم ۲۰۱۲)
- کلاود اطلس
- شوالیه تاریکی برمی‌خیزد
- هابیت: یک سفر غیرمنتظره

۲۰۱۳: جاذبه (فیلم)
- هابیت: برهوت اسماگ
- مرد آهنی ۳
- حاشیه اقیانوس آرام (فیلم)
- پیشتازان فضا به‌سوی تاریکی

۲۰۱۴: طلوع سیاره میمون‌ها
- لبه فردا
- نگهبانان کهکشان (فیلم)
- هابیت: نبرد پنج سپاه
- میان‌ستاره‌ای (فیلم)

۲۰۱۵: مکس دیوانه: جاده خشم
- اکس‌مشینا
- دنیای ژوراسیک
- مریخی (فیلم)
- بازگشته (فیلم ۲۰۱۵)
- بند باز (فیلم ۲۰۱۵)

۲۰۱۶: کتاب جنگل (فیلم ۲۰۱۶)
- ورود (فیلم ۲۰۱۶)
- دکتر استرنج (فیلم)
- جانوران شگفت‌انگیز و زیستگاه آن‌ها (فیلم)
- هیولایی فرا می‌خواند (فیلم)